# 28 de novembro
28 de novembro é o 332.º dia do ano no calendário gregoriano (333.º em anos bissextos). Faltam 33 dias para acabar o ano.

## Eventos históricos

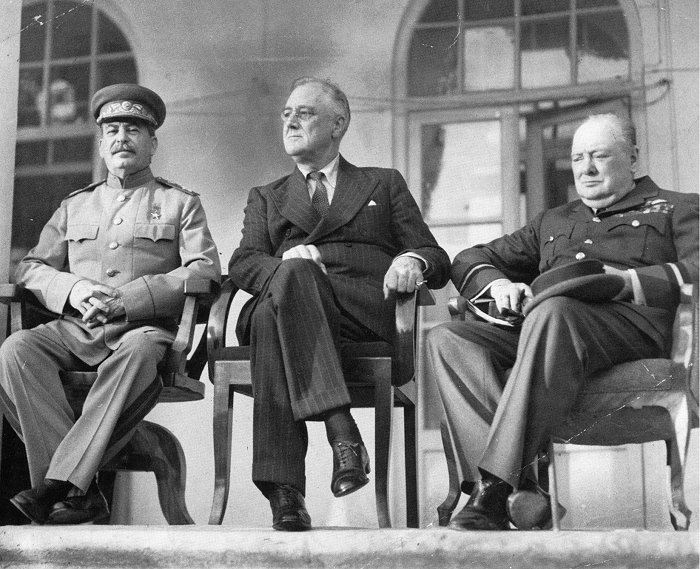
1943: Conferência de Teerã

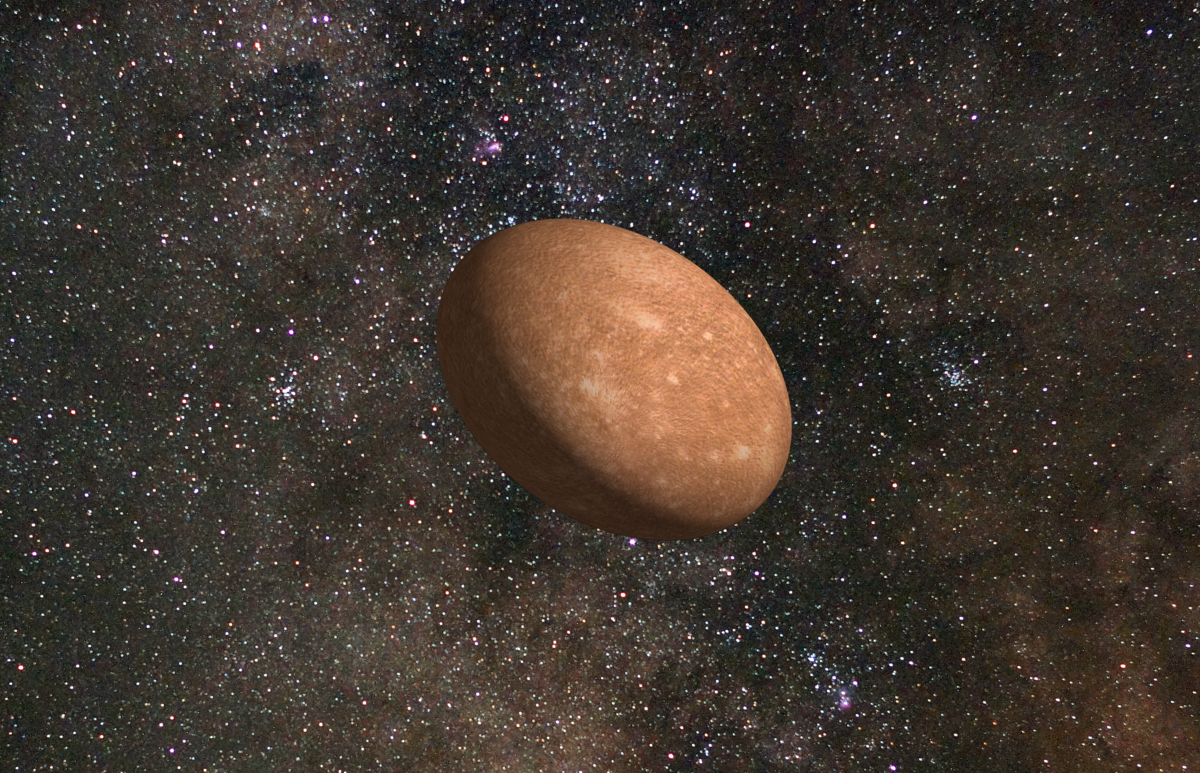
2000: Representação artística do 20000 Varuna

- 0587 — O rei Gontrão da Borgonha reconhece Quildeberto II como seu herdeiro.
- 1443 — Skanderbeg e suas forças, em rebelião contra o Império Otomano, libertam Cruja na Albânia central e hasteiam pela primeira vez a bandeira albanesa.
- 1520 — Uma expedição sob o comando de Fernão de Magalhães passa pelo Estreito de Magalhães.
- 1627 — A Marinha da República das Duas Nações tem sua maior e última vitória naval na Batalha de Oliwa.
- 1660 — No Gresham College, doze homens, entre eles Christopher Wren, Robert Boyle, John Wilkins e Robert Moray, decidem fundar o que mais tarde é conhecido como Royal Society.
- 1666 — Pelo menos 3 000 homens do Exército Real Escocês derrotam cerca de 900 insurgentes Covenanters liderados na Batalha de Rullion Green.
- 1798 — O comércio entre os Estados Unidos e o atual Uruguai começa quando a fragata de John Leamy, John, chega a Montevidéu.
- 1811 — Concerto para Piano nº 5 de Beethoven em Mi bemol maior, Op. 73, estreia no Gewandhaus em Leipzig.
- 1814 — The Times de Londres torna-se o primeiro jornal a ser produzido em uma impressora movida a vapor, construída pela equipe alemã da Koenig & Bauer.
- 1821 — Dia da Independência do Panamá: o Panamá se separa da Espanha e se junta à Grã-Colômbia.
- 1843 — Dia da Independência do Havaí: o Reino do Havaí é oficialmente reconhecido pelo Reino Unido e pela França como uma nação independente.
- 1851 — Os líderes do movimento da Revolução Praieira, pertencentes à classe dominante, foram detidos e julgados, quando os ânimos na província já tinham serenado.
- 1865 — Inaugurada em São Paulo, Brasil, a Rua 25 de Março, considerada como o maior centro comercial da América Latina.
- 1885 — A vitória búlgara na Guerra servo-búlgara preserva a Unificação da Bulgária.
- 1895 — É organizada a primeira corrida de automóveis na América.
- 1905 — Na Irlanda, o líder nacionalista Arthur Griffith funda o Sinn Féin, na época um partido político com o objetivo principal de estabelecer uma monarquia dual entre a Irlanda e Grã-Bretanha.
- 1912 — A Albânia declara sua independência do Império Otomano. Data escolhida de propósito para coincidir com o dia em que séculos antes Skanderbeg içou a bandeira albanesa pela primeira vez, fato histórico muito importante para os albaneses.
- 1914 — Primeira Guerra Mundial: após um fechamento induzido pela guerra em julho, a Bolsa de Valores de Nova York reabre para negociação de títulos de créditos.
- 1917 — A Assembleia Provincial da Estônia declara-se o poder soberano da Estônia.[1]
- 1918 — As forças soviéticas se movem contra a Estônia quando a 6ª Divisão de Rifles Vermelhos ataca a cidade fronteiriça de Narva, marcando o início da Guerra de Independência da Estônia.
- 1943 — Segunda Guerra Mundial: Conferência de Teerã — O Presidente dos Estados Unidos da América Franklin D. Roosevelt, o Primeiro-ministro britânico Winston Churchill e o Presidente do Conselho dos Comissários do Povo da União Soviética Joseph Stalin encontram-se em Teerã para discutir a estratégia de guerra.
- 1958
  - Chade, a República do Congo e o Gabão se tornam repúblicas autônomas na Comunidade Francesa.
  - Primeiro voo bem-sucedido do SM-65 Atlas; o primeiro míssil balístico intercontinental operacional (ICBM), desenvolvido pelos Estados Unidos e o primeiro membro da família de foguetes Atlas.
- 1960 — A Mauritânia torna-se um país independente na França.
- 1964 — Programa Mariner: a NASA lança a sonda Mariner 4 em direção a Marte.
- 1965 — Guerra do Vietnã: Em resposta ao apelo do presidente dos Estados Unidos, Lyndon B. Johnson, por "mais bandeiras" no Vietnã, o presidente eleito das Filipinas, Ferdinand Marcos, anuncia que enviará tropas para ajudar a combater no Vietnã do Sul.
- 1966 — No Burundi, Michel Micombero depõe a monarquia e torna-se o primeiro presidente do país.
- 1967 — O primeiro pulsar (PSR B1919+21, na Constelação da Raposa) é descoberto por dois astrônomos Jocelyn Bell Burnell e Antony Hewish.
- 1971 — Wasfi al-Tal, primeiro-ministro da Jordânia, é assassinado pela unidade do Setembro Negro da Organização para a Libertação da Palestina.
- 1975 — Timor-Leste declara sua independência de Portugal.
- 1979 — O voo Air New Zealand 901, um voo turístico de DC-10 sobre a Antártida, cai no Monte Érebo, matando todas as 257 pessoas a bordo.
- 1980 — Guerra Irã-Iraque: Operação Morvarid: A maior parte da Marinha iraquiana é destruída pela Marinha iraniana no Golfo Pérsico. (Comemorado no Irã como o Dia da Marinha.)
- 1987 — O voo 295 da South African Airways cai no Oceano Índico, matando todas as 159 pessoas a bordo.
- 1989 — Guerra Fria: Revolução de Veludo: diante dos protestos, o Partido Comunista da Tchecoslováquia anuncia que desistirá do monopólio do poder político.
- 1991 — Ossétia do Sul declara sua independência da Geórgia.
- 2000 — Descoberto um grande objeto transnetuniano, 20000 Varuna, no Cinturão de Kuiper.
- 2016 — Voo LaMia 2933, transportando a equipe de futebol da Chapecoense, cai perto de Medellín na Colômbia, matando 71 pessoas e deixando 6 feridos.
- 2020 — Mais de setecentos civis são massacrados pela Força de Defesa Nacional da Etiópia e pelo Exército da Eritreia em Aksum, na Etiópia.[2]

## Nascimentos

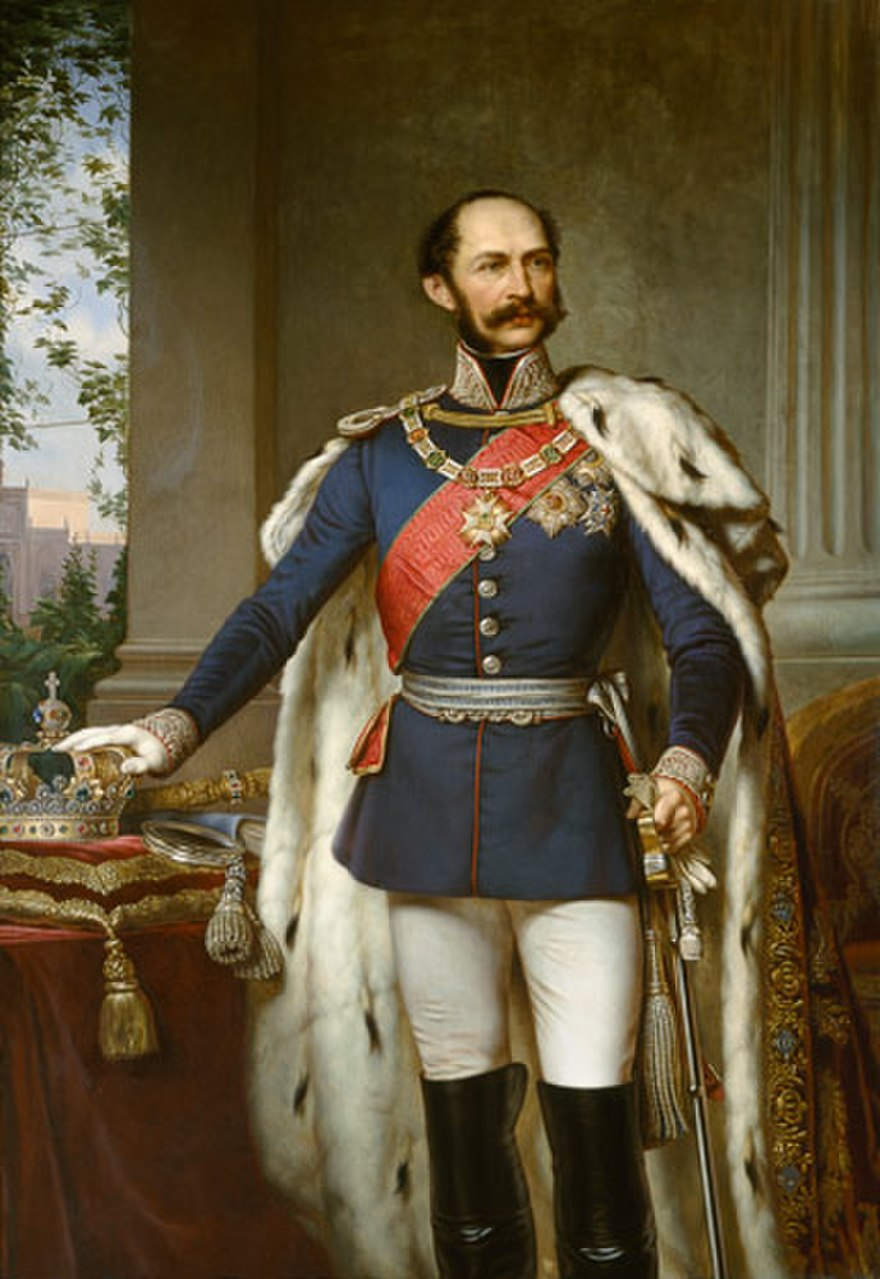
Maximiliano II da Baviera

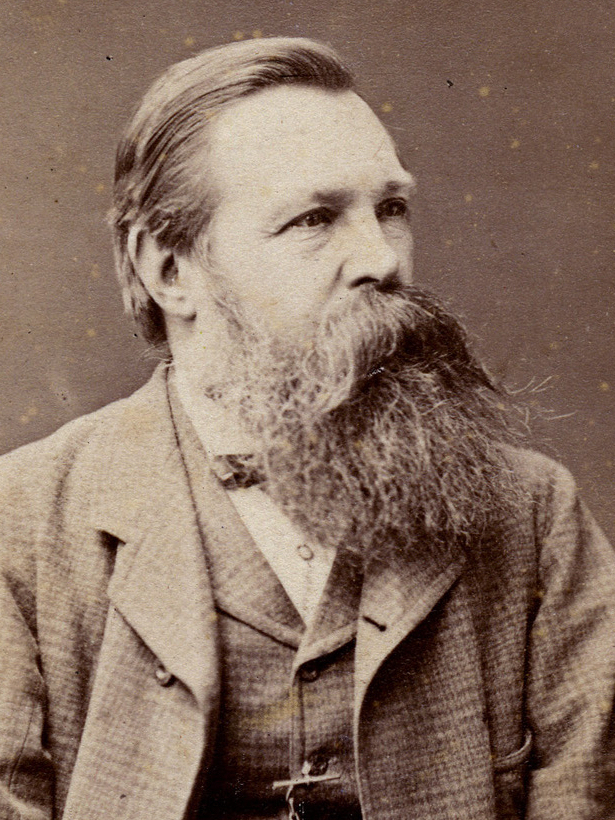
Friedrich Engels

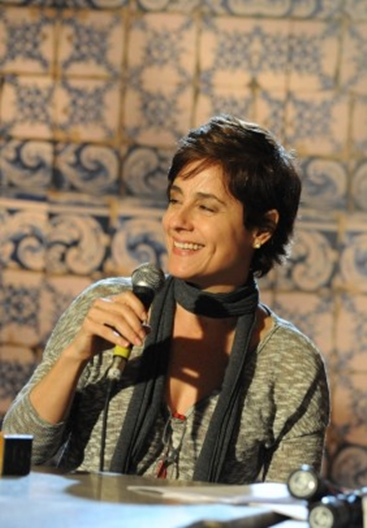
Soraya Ravenle

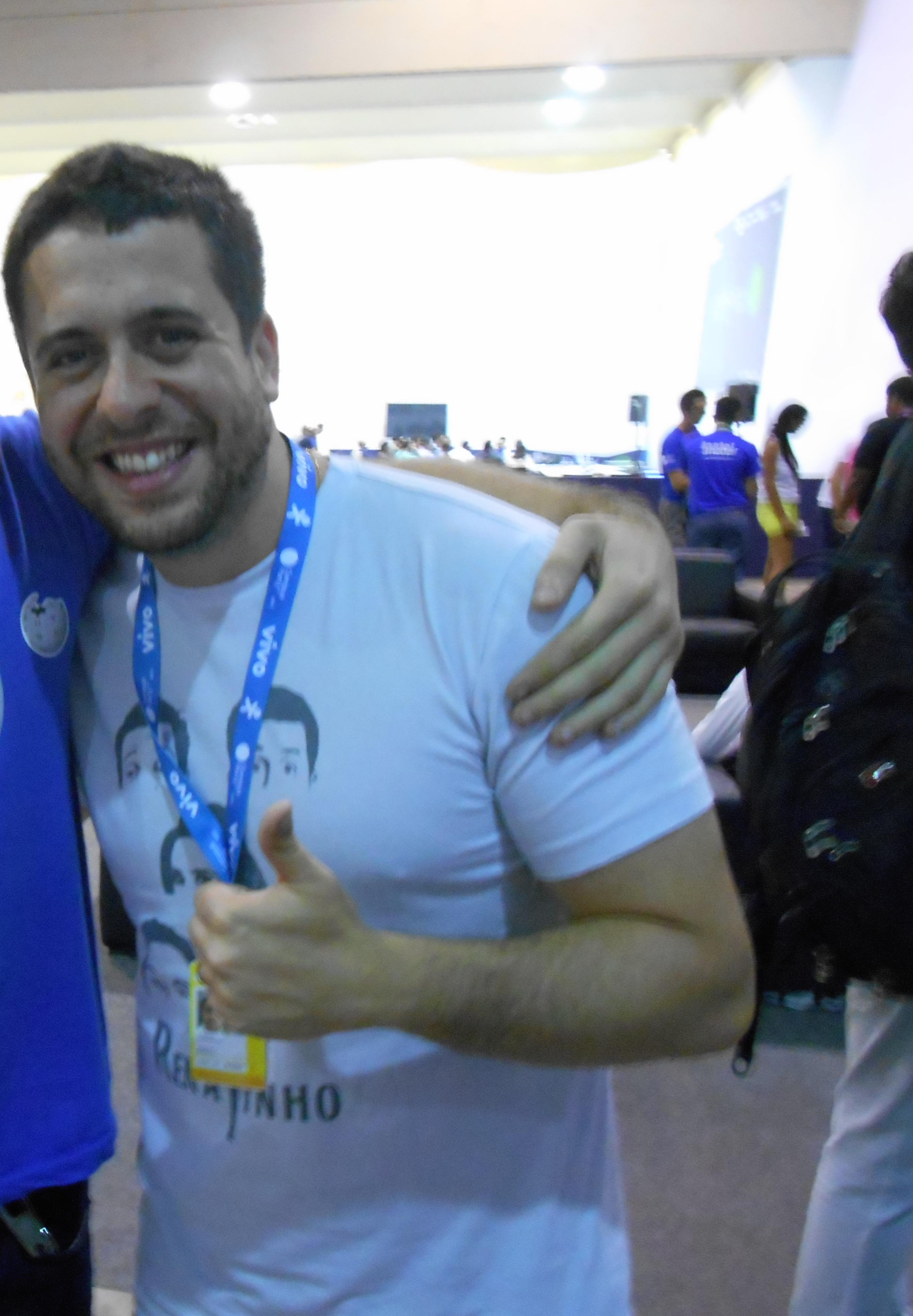
Maurício Meirelles

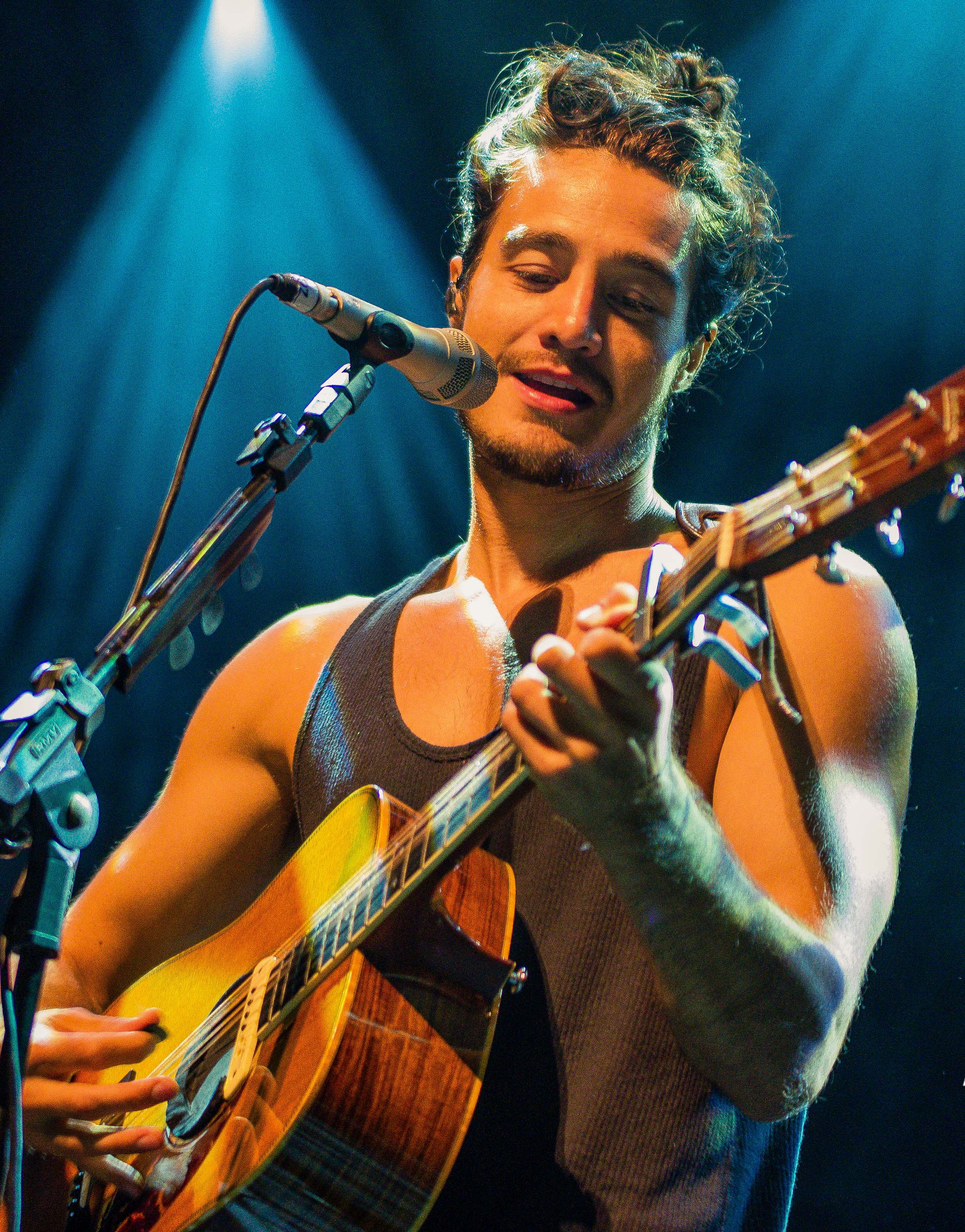
Tiago Iorc

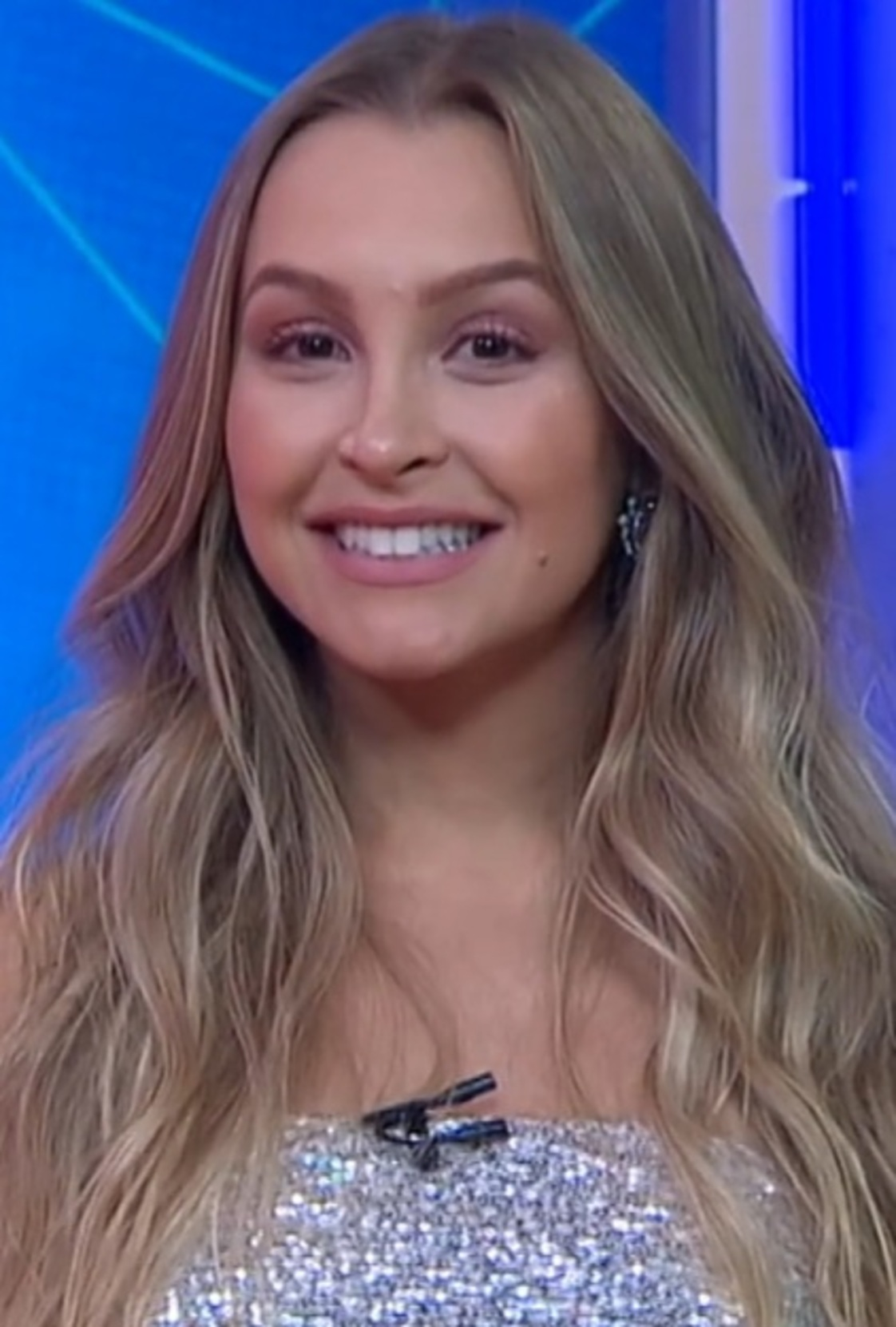
Carla Diaz

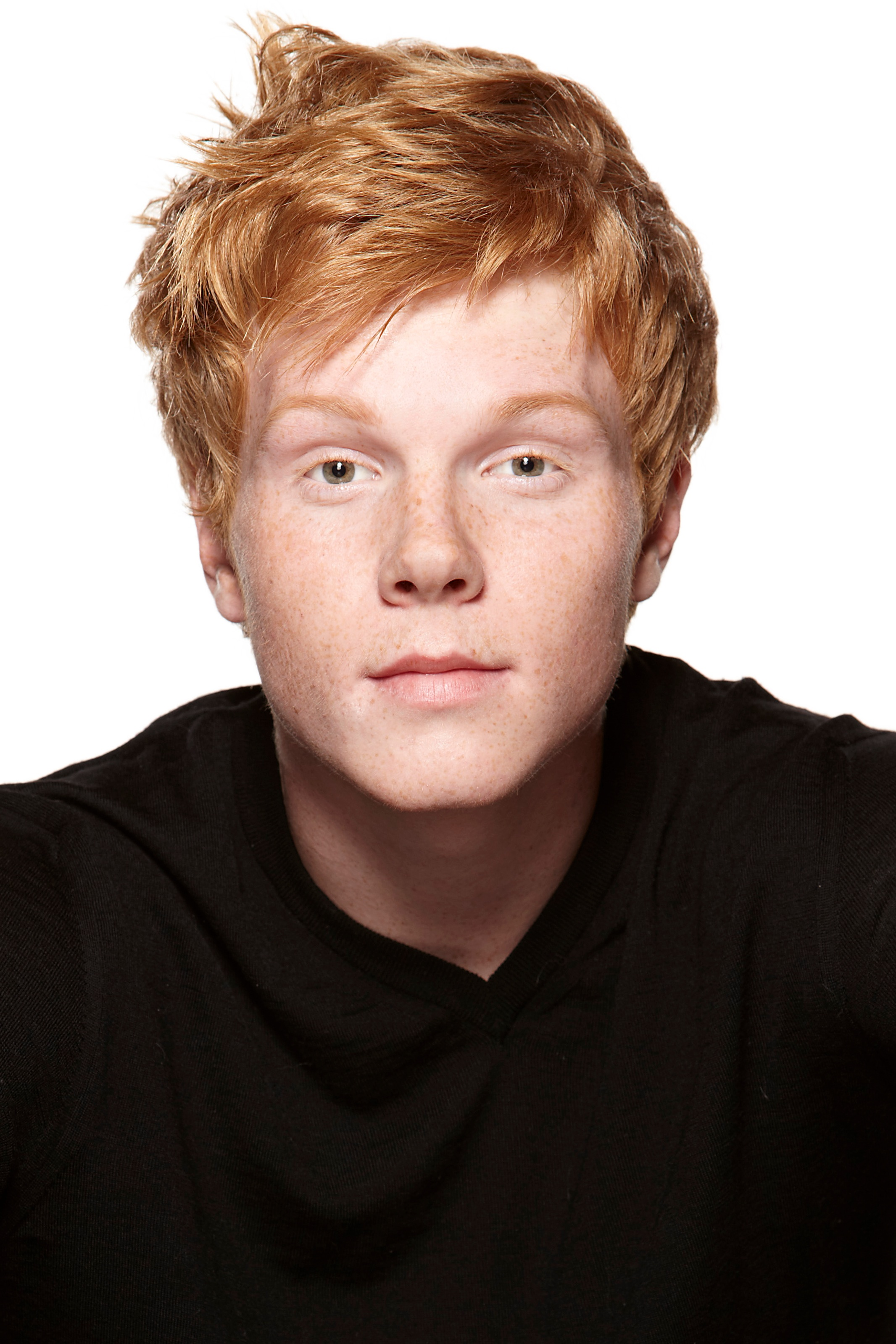
Adam Hicks

### Anteriores ao século XIX
- 1118 — Manuel I Comneno, imperador bizantino (m. 1180).
- 1293 — Yesün Temür, imperador chinês (m. 1328).
- 1489 — Margarida Tudor, rainha consorte da Escócia (m. 1541).
- 1598 — Hans Nansen, político dinamarquês (m. 1667).
- 1632 — Jean-Baptiste Lully, compositor franco-italiano (m. 1687).
- 1681 — Jean Cavalier, líder rebelde francês (m. 1740).
- 1700 — Sofia Madalena de Brandemburgo-Kulmbach (m. 1770).
- 1757 — William Blake, poeta, pintor e gravador britânico (m. 1827).
- 1785 — Victor, Duque de Broglie (m. 1870).
- 1792 — Victor Cousin, filósofo francês (m. 1867).
- 1793 — Carl Jonas Love Almqvist, poeta, crítico literário e compositor sueco (m. 1866).

### Século XIX
- 1811 — Maximiliano II da Baviera (m. 1864).
- 1820 — Friedrich Engels, intelectual alemão (m. 1895).
- 1829 — Anton Rubinstein, pianista, maestro e compositor russo (m. 1894).
- 1834 — Etienne Laspeyres, professor de economia e estatística francês (m. 1913).
- 1837 — John Wesley Hyatt, engenheiro norte-americano (m. 1920).
- 1856 — Belisario Porras Barahona, jornalista e político panamenho (m. 1942).
- 1857 — Afonso XII de Espanha (m. 1885).
- 1862 — Maria Antónia de Bragança, duquesa de Parma (m. 1959).
- 1878
  - Achille Forti, botânico e mecenas italiano (m. 1937).
  - Edith Hannam, tenista britânica (m. 1951).
- 1881
  - Stefan Zweig, escritor austríaco (m. 1942).
  - Eduardo Afonso Viana, pintor português (m. 1967)
- 1887 — Ernst Röhm, oficial alemão (m. 1934).
- 1894 — Henry Hazlitt, economista norte-americano (m. 1993).
- 1896 — Lilia Skala, arquiteta e atriz austríaca-americana (m. 1994).

### Século XX

#### 1901–1950
- 1901
  - Óscar Diego Gestido, político uruguaio (m. 1967).
  - Edwina Ashley, nobre britânica (m. 1960).
- 1903
  - James Howard McGrath, político norte-americano (m. 1966).
  - Willy Gervin, ciclista dinamarquês (m. 1951).
- 1904
  - Nancy Mitford, escritora britânica (m. 1973).
  - Du Yuming, militar e político chinês (m. 1981).
- 1905
  - Albert W. Tucker, matemático canadense (m. 1995).
  - Josef Smistik, futebolista e treinador de futebol austríaco (m. 1985).
- 1907 — Charles Alston, pintor e escultor afro-americano (m. 1977).
- 1908
  - Claude Lévi-Strauss, antropólogo belga (m. 2009).
  - Franz Cisar, futebolista austríaco (m. 1943).
- 1910 — Heinz Hoffmann, militar e político alemão (m. 1985).
- 1916
  - Lilian, Princesa de Réthy (m. 2002).
  - Ramón José Velásquez, político e jornalista venezuelano (m. 2014).
  - Guy Lapébie, ciclista francês (m. 2010).
- 1920 — Cecilia Colledge, patinadora artística britânica (m. 2008).
- 1922 — Pinchas Lapide, historiador, teólogo e escritor austríaco (m. 1997).
- 1923
  - Gloria Grahame, atriz e cantora norte-americana (m. 1981).
  - James Karen, ator norte-americano (m. 2018).
- 1924
  - Anna Maria Martins, escritora e tradutora brasileira (m. 2020).
  - Johanna Döbereiner, engenheira agrônoma teuto-brasileira (m. 2000).
- 1925 — József Bozsik, futebolista húngaro (m. 1978).
- 1927 — Abdul Halim de Quedá (m. 2017).
- 1928
  - Bernard Heidsieck, poeta francês (m. 2014).
  - Arthur Melvin Okun, economista norte-americano (m. 1980).
- 1929 — Berry Gordy, empresário musical e compositor norte-americano.
- 1932 — Gato Barbieri, saxofonista e compositor argentino (m. 2016).
- 1933 — Hope Lange, atriz norte-americana (m. 2003).
- 1934 — Roy Rea, futebolista britânico (m. 2005).
- 1935 — Masahito, príncipe japonês.
- 1936
  - Théodore-Adrien Sarr, religioso senegalês.
  - Philippe Sollers, escritor francês (m. 2023).
- 1938
  - Tom Regan, filósofo norte-americano (m. 2017).
  - Ernie Ladd, jogador de futebol americano e lutador profissional norte-americano (m. 2007).
- 1940 — Alberto Gallardo, futebolista e treinador de futebol peruano (m. 2001).
- 1941
  - Benito di Paula, pianista, cantor e compositor brasileiro.
  - Laura Antonelli, atriz italiana (m. 2016).
- 1942
  - Bo Johansson, ex-futebolista e treinador de futebol sueco.
  - Gunnar Utterberg, canoísta sueco (m. 2021).
- 1943
  - Randy Newman, cantor, compositor e pianista norte-americano.
  - Massimo Tamburini, engenheiro e projetista italiano de motocicletas (m. 2014).
- 1944 — Daniel Duval, ator e diretor de cinema francês (m. 2013).
- 1946 — Joe Dante, ator, diretor e produtor de cinema norte-americano.
- 1947 — Gustav Hasford, militar e escritor norte-americano (m. 1993).
- 1948
  - Agnieszka Holland, escritora polonesa.
  - Genaro Sermeño, futebolista salvadorenho (m. 2022).
- 1949 — Alexander Godunov, bailarino e ator russo (m. 1995).
- 1950
  - Ed Harris, ator norte-americano.
  - Russell Alan Hulse, astrônomo e físico norte-americano.
  - George Yonashiro, ex-futebolista e treinador de futebol nipo-brasileiro.

#### 1951–2000
- 1951 — Lanny Gordin, compositor e músico brasileiro (m. 2023).
- 1952
  - Rolf Österreich, ex-patinador e técnico de patinação alemão.
  - Pat Cox, apresentador e ex-político irlandês.
- 1953 — Nadiya Olizarenko, atleta russa (m. 2017).
- 1954 — Barbara Grabowska, atriz polonesa (m. 1994).
- 1955
  - Alessandro Altobelli, ex-futebolista italiano.
  - Miguel Ángel Portugal, treinador de futebol espanhol.
  - Antônio Dumas, futebolista e treinador de futebol brasileiro (m. 2019).
- 1957
  - Gaspar Llamazares, político espanhol.
  - Vivienne Tam, estilista chinesa.
- 1958
  - Tanya Harford, ex-tenista sul-africana.
  - Íris Nascimento, atriz brasileira.
  - Luis Rafael Zarama Pasqualetto, bispo colombiano.
- 1959
  - Judd Nelson, ator norte-americano.
  - Miki Matsubara, cantora e compositora japonesa (m. 2004).
- 1960
  - Víctor Fernández, treinador de futebol espanhol.
  - John Galliano, designer de moda britânico.
- 1961
  - Alfonso Cuarón, diretor, roteirista e produtor de cinema mexicano.
  - Māris Kučinskis, político letão.
- 1962
  - Jon Stewart, humorista norte-americano.
  - Marco Ricca, ator brasileiro.
  - Matt Cameron, baterista norte-americano.
  - Soraya Ravenle, atriz e cantora brasileira.
  - Mohamed Al-Jawad, ex-futebolista saudita.
- 1963 — Armando Iannucci, roteirista e diretor de cinema britânico.
- 1965
  - Arminas Narbekovas, ex-futebolista e treinador de futebol lituano.
  - Kiril Georgiev, enxadrista búlgaro-macedônio.
- 1967
  - Anna Nicole Smith, atriz e modelo estadunidense (m. 2007).
  - Dubravko Pavličić, futebolista croata (m. 2012).
- 1968 — Fabian Jeker, ex-ciclista suíço.
- 1969
  - Martin Cummins, ator canadense.
- 1970
  - Jan Michaelsen, ex-futebolista dinamarquês.
  - Álex López Morón, ex-tenista espanhol.
  - Édouard Philippe, político francês.
  - Oberdan Júnior, ator e dublador brasileiro.
- 1972
  - Paulo Figueiredo, ex-futebolista angolano.
  - Hiroshi Nanami, ex-futebolista e treinador de futebol japonês.
- 1973
  - Kinoko Nasu, escritor japonês.
  - Piá, ex-futebolista brasileiro.
  - Rob Smedley, engenheiro automobilístico britânico.
- 1974
  - András Tölcséres, ex-futebolista húngaro.
  - Styles P, rapper norte-americano.
  - Nancy Carroll, atriz britânica.
  - apl.de.ap, cantor filipino.
  - Vanessa Pascale, atriz brasileira.
- 1975
  - Sunny Mabrey, atriz norte-americana.
  - Takashi Shimoda, ex-futebolista japonês.
- 1976
  - Ryan Kwanten, ator australiano.
  - Mickaël Dogbé, ex-futebolista togolês.
- 1977
  - Fabio Grosso, ex-futebolista e treinador de futebol italiano.
  - Jean Paulista, ex-futebolista brasileiro.
  - Pellegrino Matarazzo, ex-futebolista e treinador de futebol norte-americano.
- 1978
  - Aimee Garcia, atriz norte-americana.
  - Tomohiro Nagatsuka, ex-ciclista japonês.
- 1979
  - Chamillionaire, rapper norte-americano.
  - Thomas Lurz, ex-nadador alemão.
- 1980 – Angelica Ross, atriz norte-americana.
- 1981
  - Pontsho Moloi, ex-futebolista botsuano.
  - Ludwig Paischer, judoca austríaco.
- 1982
  - Leandro Barbosa, ex-basquetebolista brasileiro.
  - Alan Ritchson, ator, cantor, compositor e ex-modelo norte-americano.
- 1983
  - Flávia Delaroli, nadadora brasileira.
  - Édouard Roger-Vasselin, tenista francês.
  - Nelson Haedo Valdez, ex-futebolista paraguaio.
  - Summer Rae, modelo e wrestler norte-americana.
  - Maurício Meirelles, ator e comediante brasileiro.
- 1984
  - Marc-André Fleury, jogador de hóquei no gelo canadense.
  - Marcelo Boeck, ex-futebolista brasileiro.
  - Chigozie Agbim, ex-futebolista nigeriano.
  - Mary Elizabeth Winstead, atriz norte-americana.
  - Trey Songz, cantor norte-americano.
- 1985
  - Tiago Iorc, cantor e compositor brasileiro.
  - Álvaro Pereira, ex-futebolista uruguaio.
  - Brayan Beckeles, futebolista hondurenho.
  - Landry N'Guémo, futebolista camaronês (m. 2024).
- 1986
  - Benjamin Angoua, futebolista marfinense.
  - Mouhamadou Dabo, futebolista francês.
  - Johnny Simmons, ator norte-americano.
- 1987 — Karen Gillan, atriz e modelo britânica.
- 1988
  - Perlla, cantora brasileira.
  - Lloyd Palun, futebolista gabonês.
  - Ritchie De Laet, ex-futebolista belga.
  - Sunday Mba, ex-futebolista nigeriano.
  - Hiroki Fujiharu, futebolista japonês.
  - Adrián Rodríguez, ator e cantor espanhol.
- 1989 — Laura Alleway, futebolista australiana.
- 1990
  - Carla Diaz, atriz brasileira.
  - Dedryck Boyata, futebolista belga.
  - Bradley Smith, motociclista britânico.
  - Gu Yasha, futebolista chinesa.
  - Tosh Van Der Sande, ciclista belga.
- 1991 — Emilio Gómez, tenista equatoriano.
- 1992
  - Adam Hicks, ator norte-americano.
  - Malick Evouna, futebolista gabonês.
  - Sigala, DJ, produtor musical e remixador britânico.
- 1993
  - Chinnarat Siriphongchawalit, ator, cantor, modelo e comissário de bordo tailandês.
  - Ravel Andrade, ator, cantor e compositor brasileiro.
- 1994
  - Nao Hibino, tenista japonesa.
  - Jhonatan Restrepo, ciclista colombiano.
- 1995
  - Tin Jedvaj, futebolista croata.
  - Thomas Didillon, futebolista francês.
  - Chase Elliott, automobilista norte-americano.
- 1996
  - Anto Grgić, futebolista suíço.
  - Abdelhamid Sabiri, futebolista marroquino.
- 1997
  - Urko Berrade, ciclista espanhol.
  - Xaver Schlager, futebolista austríaco.
- 1999
  - Hinata Miyazawa, futebolista japonesa.
  - Owen Wijndal, futebolista neerlandês.
- 2000 — Jackson Yee, ator e dançarino chinês.

## Mortes

Roberto Gómez Bolaños.

### Anteriores ao século XIX
- 0741 — Papa Gregório III (n. 690).
- 1290 — Leonor de Castela, rainha de Inglaterra (n. 1241).
- 1458 — Isabelle Romée, dona de lar francesa (n. 1377).
- 1514 — Hartmann Schedel, cartógrafo alemão (n. 1440).
- 1650 — Miguel de Almeida, 4.º conde de Abrantes (n. 1560).
- 1694 — Matsuo Bashō, poeta japonês (n. 1644).
- 1680 — Gian Lorenzo Bernini, artista italiano (n. 1598).

### Século XIX
- 1859 — Washington Irving, escritor norte-americano (n. 1783).
- 1861 — Manuel Antônio de Almeida, escritor brasileiro (n. 1831).
- 1871 — Augusta de Hesse-Homburgo, nobre alemã (m. 1776).

### Século XX
- 1921 — `Abdu'l-Bahá, bahá'ís iraniano (n. 1844).
- 1934 — Coelho Neto, escritor brasileiro (n. 1864).
- 1944 — Antonio Rocco, pintor ítalo-brasileiro (n. 1880).
- 1954 — Enrico Fermi, físico italiano (n. 1901).
- 1965 — José Campos de Figueiredo, escritor português (n. 1899).
- 1968 — Enid Blyton, escritora britânica (n. 1897).
- 1975 — Érico Veríssimo, escritor brasileiro (n. 1905).
- 1978 — Peyroteo, futebolista português (n. 1918).
- 1994 — Jeffrey Dahmer, assassino em série americano (n. 1960).

### Século XXI
- 2002 — Mahicon Librelato, futebolista brasileiro (n. 1981).
- 2008 — German Skurygin, atleta russo (n. 1963).
- 2010 — Leslie Nielsen, ator e comediante canadense (n. 1926).
- 2014 — Roberto Gómez Bolaños, ator e comediante mexicano (n. 1929).
- 2016
  - Ailton Canela, futebolista brasileiro (n. 1994).
  - Ananias, futebolista brasileiro (n. 1989).
  - Arthur Maia, futebolista brasileiro (n. 1992).
  - Bruno Rangel, futebolista brasileiro (n. 1981).
  - Caio Júnior, futebolista e treinador brasileiro de futebol (n. 1965).
  - Cléber Santana, futebolista brasileiro (n. 1981).
  - Danilo, futebolista brasileiro (n. 1985).
  - Delfim de Pádua Peixoto Filho, advogado e político brasileiro (n. 1941).
  - Dener, futebolista brasileiro (n. 1991)
  - Deva Pascovicci, narrador esportivo brasileiro (n. 1965).
  - Filipe Machado, futebolista brasileiro (n. 1984).
  - Gil, futebolista brasileiro (n. 1987).
  - Gimenez, futebolista brasileiro (n. 1995).
  - Josimar, futebolista brasileiro (n. 1986).
  - Kempes, futebolista brasileiro (n. 1983).
  - Lucas Gomes, futebolista brasileiro (n. 1990).
  - Marcelo, futebolista brasileiro (n. 1991).
  - Mário Sérgio, futebolista, treinador de futebol e comentarista brasileiro (n. 1950).
  - Mateus Caramelo, futebolista brasileiro (n. 1994).
  - Matheus Biteco, futebolista brasileiro (n. 1995).
  - Paulo Júlio Clement, jornalista brasileiro (n. 1965).
  - Sandro Pallaoro, empresário brasileiro (n. 1966).
  - Sergio Manoel, futebolista brasileiro (n. 1989).
  - Thiego, futebolista brasileiro (n. 1986).
  - Tiaguinho, futebolista brasileiro (n. 1994).
  - Victorino Chermont, repórter esportivo brasileiro (n. 1973).
- 2017 — Augusto Marzagão, jornalista, executivo e escritor brasileiro (n. 1929).
- 2019
  - Cilinho, futebolista e técnico brasileiro de futebol (n. 1939).
  - Juninho Berin, compositor e intérprete de sambas de enredo brasileiro (n. 1981).
- 2021 — Frank Williams, empresário e automobilista britânico (n. 1942).
- 2024 — Silvia Pinal, atriz e política mexicana (n. 1931).

## Feriados e eventos cíclicos

### Internacional
- Dia da Bandeira na Albânia
- Dia da República no Chade
- Dia da República, na República do Congo
- Dia da Independência da Mauritânia
- Dia da Independência do Panamá

### Lusofonia

#### Brasil
- Dia do Soldado Desconhecido.
- Aniversário do município de Franca, São Paulo.
- Aniversário do município de Ampére, Paraná.
- Aniversário do município de Dois Vizinhos, Paraná.

#### Timor-Leste
- Dia da Independência

### Cristianismo
- Catarina Labouré
- Estêvão, o Jovem
- Papa Gregório III

## Outros calendários
- No calendário romano era o 4.º (IV) dia antes das calendas de dezembro.
- No calendário litúrgico tem a letra dominical C para o dia da semana.
- No calendário gregoriano a epacta do dia é xxiii.